# AGROVOC
AGROVOC è un thesaurus strutturato che riguarda tutti i campi tematici di agricoltura, silvicoltura, pesca, sicurezza alimentare e settori affini (come sviluppo sostenibile e nutrizione).
L'obiettivo principale del thesaurus AGROVOC è quello di standardizzare i processi di indicizzazione al fine di facilitare la ricerca all'interno dei sistemi informativi, renderla più efficace e fornire agli utenti i risultati più rilevanti. Il thesaurus AGROVOC è stato sviluppato all'inizio degli anni 1980 dalla FAO (Organizzazione per l'Alimentazione e l'Agricoltura delle Nazioni Unite) e dalla Commissione Europea.

## Formati
AGROVOC può essere scaricato gratuitamente per usi non commerciali. È disponibile nel formato SKOSXL ed in varie serializzazioni: nt, nq e rdf.

## Servizi web
I servizi Web di AGROVOC sono stati messi in linea di recente per incoraggiare gli sviluppatori dei sistemi di gestione dell'informazione agricola ad incorporare AGROVOC nelle loro applicazioni attraverso servizi Web, piuttosto che utilizzare copie locali del database. 
Attualmente è possibile accedere al vocabolario tramite: SKOSMOS,  VocBench, web services.